# Monitor (Perú)
Monitor fue un canal de televisión por suscripción peruano, propiedad de la desaparecida empresa Telecable, especializado en programación basada en noticias nacionales e internacionales y en deportes.

## Historia
El 29 de agosto de 1994, Telecable lanzó Monitor, el primer canal de televisión por cable peruano, dedicado a las noticias. Monitor presentaba temas especializados como negocios, entretenimiento, salud, actualidad, medio ambiente y deportes.

## Programas que ha transmitido
- Monitor noticias
- Monitor internacional
- Enfoque económico
- La cocina de Astrid y Gastón
- En plural
- Desde el Parlamento
- Tiempo real (1997, en dúplex con ATV)
- La cuisine creative
- Perfiles
- Orden del día
- Esta noche
- Afición
- Plataforma informativa